# Liste der Monuments historiques in Mont-Dol
Die Liste der Monuments historiques in Mont-Dol führt die Monuments historiques in der französischen Gemeinde Mont-Dol auf.

## Liste der Bauwerke
| Bezeichnung      | Beschreibung              | Standort | Kennzeichnung | Schutzstatus | Datum | Bild           |
| ---------------- | ------------------------- | -------- | ------------- | ------------ | ----- | -------------- |
| Windmühle        | Erbaut um 1843            | (Lage)   | PA00089343    | Inscrit      | 1977  | weitere Bilder |
| Kirche St-Pierre | Erbaut im 12. Jahrhundert | (Lage)   | PA00090636    | Inscrit      | 1971  | weitere Bilder |

## Liste der Objekte

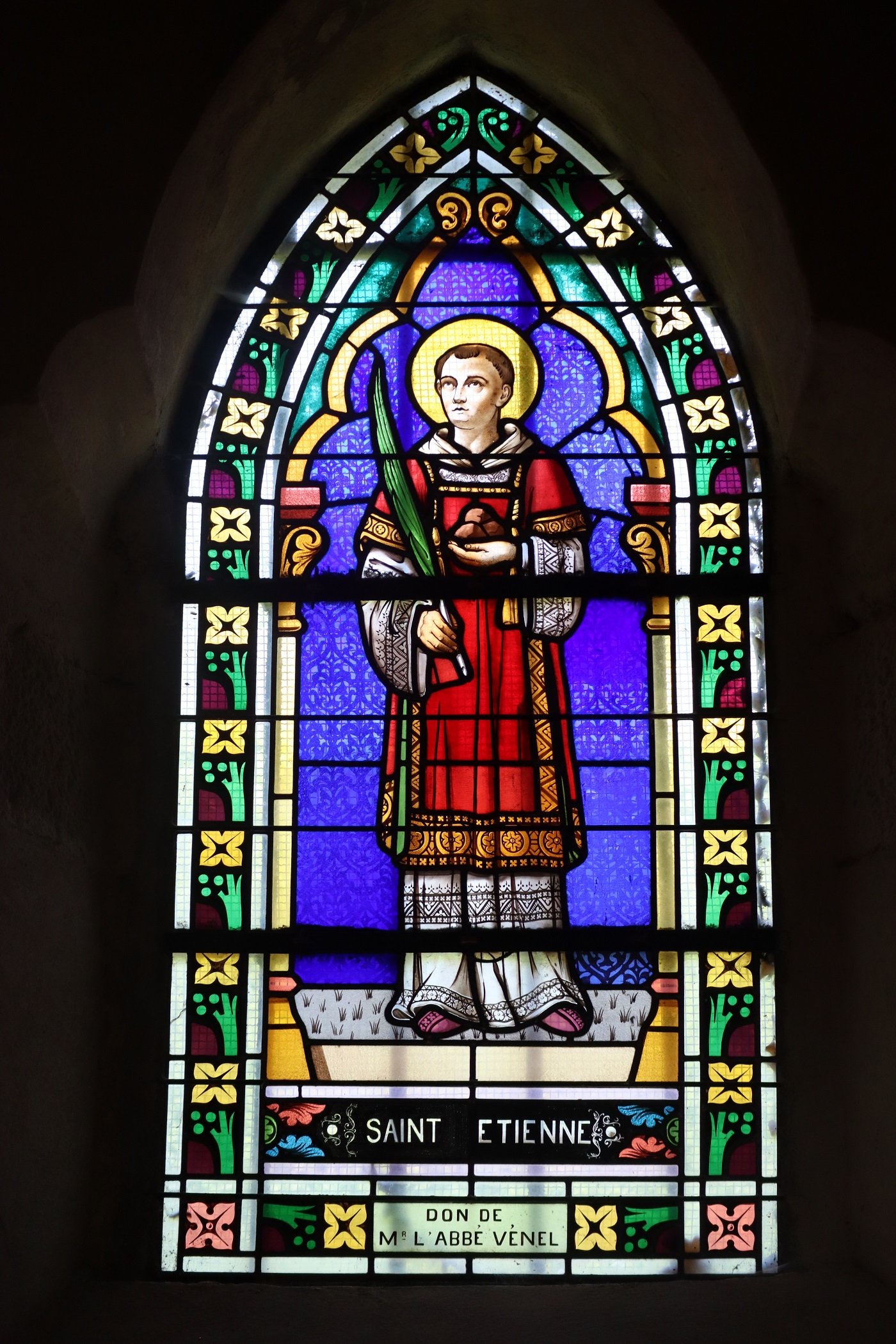
Bleiglasfenster Heiliger Stephanus in der Kirche St-Pierre

- Monuments historiques (Objekte) in Mont-Dol in der Base Palissy des französischen Kultusministeriums